# Kajakarstwo na Igrzyskach Śródziemnomorskich 1997
Zawody kajakarskie na Igrzyskach Śródziemnomorskich 1997 odbyły się w czerwcu w Bari.

## Tabela medalowa
| Poz. | Państwo   |    |    |    | Razem: |
| ---- | --------- | -- | -- | -- | ------ |
| 1    | Włochy    | 5  | 5  | 2  | 12     |
| 2    | Hiszpania | 3  | 1  | 5  | 9      |
| 3    | Francja   | 2  | 4  | 2  | 8      |
| 4    | Chorwacja | 0  | 0  | 1  | 1      |
|      | Razem:    | 10 | 10 | 10 | 30     |

## Mężczyźni
| Konkurencja     | Złoto:                       | Srebro:                            | Brąz:                              |
| C-1 500 metrów  | Jose Manuel Crespo           | Domenico Cannone                   | Fabrizio Lazzerini                 |
| C-1 1000 metrów | Jose Manuel Crespo           | Pascal Sylvoz                      | Drazen Funtak                      |
| C-2 500 metrów  | Eric Le Leuch Benoit Bernard | Domenico Cannone Antonio Marmorino | Oleg Shelestenko Alfredo Bea       |
| C-2 100 metrów  | Oleg Shelestenko Alfredo Bea | Eric Le Leuch Benoit Bernard       | Bernardo Merchan Jose Manuel Nunez |
| K-1 500 metrów  | Antonio Rossi                | Miguel García                      | Christian De Pollo                 |
| K-1 1000 metrów | Pierre Lubac                 | Beniamino Bonomi                   | Vincent Olla                       |
| K-2 500 metrów  | Beniamino Bonomi Luca Negri  | Paolo Tommasini Antonio Scaduto    | Jovino Gonzales Gregorio Vicente   |
| K-2 100 metrów  | Antonio Rossi Luca Negri     | Christian De Pollo Antonio Scaduto | Maxime Boccon Xavier Enard         |

## Kobiety
| Konkurencja    | Złoto:                      | Srebro:                       | Brąz:                            |
| K-1 500 metrów | Josefa Idem                 | Anne Michaut                  | Belen Sanchez                    |
| K-2 500 metrów | Josefa Idem Rosetta Ravetta | Anne Michaut Sabine Kleinhenz | Izaskun Aramburu Beatriz Manchon |